# 沙燕橋
沙燕橋，是香港橋樑之一，沙田鄉事會路的一部分，以1980年代初戰績彪炳的首支華人少年棒球隊「沙燕隊」命名。沙燕橋位於沙田城門河中游之上，貫通往來沙田市中心與沙田圍等地的交通。

## 建築
沙燕橋實際上是沙田鄉事會路的其中一段，並非獨立街道。沙燕橋西起源禾路，連接沙田市中心及瀝源邨附近；東至大涌橋路，接駁沙田圍一帶道路。橋上除雙向各三條行車線外，亦設有行人路和單車徑，是一道由鋼筋混凝土架構的現代行車天橋。行人、單車及車輛使用此橋樑都不另收費，翠榕橋均是採用同一個設計款式。

## 命名
沙燕橋的命名是源於沙田區的一支少年棒球隊「沙燕隊」。該隊是香港首支華人少年棒球隊，於1982年成立，由當時沙田基覺小學下午校的校長盧光輝提議，並獲時任沙田區政務專員的前行政長官曾蔭權撥款支持。而由基層兒童組成的沙燕隊，於翌年出戰香港少棒聯盟公開賽即奪得冠軍，成績斐然。及後，沙田區議會及民政署決定將此橋命名為「沙燕橋」，以茲紀念。
此外，曾蔭權曾經問過盧校長為何不以龍、虎、豹等命名，盧校長解釋，爭強好勝不是華人應有的作風，第一支華人棒球隊應突顯華人英姿，故以「燕」為名，代表行事低調，再加上「沙燕樓」就在學校旁邊。
改編自沙燕隊事跡的2016年香港電影《點五步》，因此命名背景，特地於此橋取景。

## 鄰近主要建築物
- 沙田公園
- 源禾路體育館
- 瀝源邨
- 河畔花園
- 港鐵沙田站和沙田圍站
- 香港資優教育學苑
- 沙角邨

## 外部連結
- 香港地方: 沙燕橋 (Sand Martin Bridge)的名字由來 （页面存档备份，存于）